# 姚本先
姚本先（1963年7月—），男，安徽肥东人，享受国务院特殊津贴专家，曾任合肥师范学院副院长。

## 生平
1988年7月毕业于安徽师范大学教育系，留校任教。1991年9月至1992年7月，于安徽师范大学助教进修班结业。1999年9月至2003年12月，于安徽师范大学研究生进修班结业。2004年9月至2008年12月，在安徽师范大学中国古代史专业攻读博士研究生。2010年12月至2013年7月，在北京师范大学心理学博士后流动站从事博士后研究。2000年4月，任安徽师范大学教育科学学院副院长。2004年8月，任安徽师范大学科研处处长。2008年6月，任芜湖信息技术职业学院院长。2013年8月，任安徽机电职业技术学院院长。2016年6月，任合肥师范学院党委委员、副院长。2022年6月，不再担任合肥师范学院党委委员、副院长职务。

## 学术贡献
长期从事现代社会心理、心理健康与教育问题等领域的研究，主持国家社科基金项目、中国博士后科学基金项目、全国教育科学规划项目、教育部重大招标项目等科研项目多项。研究成果曾获全国教育科学研究优秀成果三等奖、安徽省社会科学二等奖2次、安徽省高等学校省级教学成果特等奖2次。是安徽省学术与技术带头人，安徽省高校学科拔尖人才，安徽省高校“教学名师”，“新世纪百千万人才工程”国家级人选。2012年享受国务院政府特殊津贴，2015年被中国心理学会评定为中国百名心理学家之一。

## 社会兼职
教育部中小学心理健康教育专家指导委员会委员，中国心理学会理事、社会心理学专业委员会副主任委员，中国社会心理学会常务理事、理论与教学委员会副主任委员。

## 家庭
- 独女姚愔怡（1992年出生），安徽合肥人，徽商职业学院汽车与智能制造系政治辅导员、北京化工大学法学硕士。

## 著作
- 《心理学新论》（主编，教育部规划“面向21世纪课程教材”）（2001年，高等教育出版社）
- 《学校心理健康教育导论》（2002年，东方出版中心）
- 《儿童发展与教育心理学》（主编）（2002年，安徽大学出版社）
- 《儿童心理辅导》（2003年，安徽大学出版社）
- 《学生心理健康教育》（教育部“十一五”国家级规划教材）（2008年，安徽大学出版社）
- 《心理学（第2版）》（主编，普通高等教育“十一五”规划教材）（2009年，高等教育出版社）
- 《学校心理健康教育新论》（2010年，高等教育出版社）
- 《教师心理与健康》（主编）（2013年，北京师范大学出版社）
- 《关爱教师的心灵世界：心理健康调试与维护》（2016年，北京师范大学出版社）
- 《心理学（第3版）》（主编，高等院校教师教育公共课教材）（2018年，高等教育出版社）